# Wataru Yoshizumi
Wataru Yoshizumi (jap. 吉住 渉 Yoshizumi Wataru; eigentlich Mariko Nakai (中井 真里子, Nakai Mariko); * 18. Juni 1963 in der Präfektur Tokio, Japan) ist eine japanische Manga-Zeichnerin.

## Leben
Nachdem sie ihr Studium der Volkswirtschaftslehre an der Hitotsubashi-Universität abgeschlossen hatte, arbeitete sie zunächst als Office Lady und publizierte nebenbei Mangas. Ihr Erstlingswerk, die Kurzgeschichte Radical Romance, erschien 1984 im Manga-Magazin Ribon Original, einem Schwestermagazin des Ribon. Beide werden vom Shūeisha-Verlag herausgebracht. Für das Ribon, das sich an Mädchen im Grund- und Mittelschulalter richtet, sich also auf Shōjo-Mangas spezialisiert, arbeitet Yoshizumi seitdem hauptsächlich.
Es folgten weitere Kurzgeschichten und 1988 ihre erste Buchveröffentlichung mit Shijūsō Game, in dem neben der titelgebenden Geschichte auch zwei weitere kurze Mangas enthalten sind. Das erste längere Werk der Zeichnerin war A Handsome Girl. Dieser erschien von November 1988 bis Januar 1992 im Ribon und handelt von einer vierzehnjährigen Schauspielerin, die sich in einen Jungregisseur verliebt, der sie allerdings nicht ausstehen kann. Die neun Sammelbände umfassende Beziehungskomödie wurde als Hörspiel und 1991 als Anime in Form einer einteiligen Original Video Animation umgesetzt.
Der Durchbruch in Japan und auch international kam für die Autorin mit der aus ungefähr 1.400 Seiten in acht Bänden bestehenden Manga-Serie Marmalade Boy über eine Jugendliche, deren Eltern sich trennen, aber weiterhin in einer Wohnung zusammenleben. Das Mädchen lernt daraufhin auch ihren neuen Stiefbruder kennen und verliebt sich in ihn. Marmalade Boy, das von Mai 1992 bis Oktober 1995 im Ribon veröffentlicht wurde, war mit über 8,5 Millionen verkauften Sammelbänden, einer Umsetzung als 76-teilige Anime-Fernsehserie und Übersetzungen in mehreren Sprachen ein großer Erfolg. Im Ribon veröffentlichte sie auch diverse weitere Serien. So von 1996 bis 1997 Kimi shika iranai, von Mai 1997 bis Januar 2000 das ungefähr 950 Seiten umfassende Mint na Bokura, von 2000 bis 2001 Random Walk und von Januar 2002 bis Dezember 2003 Ultra Maniac. Ultra Maniac erschien 2002 auch als Original Video Animation und 2003 als Anime-Fernsehserie. Darin geht es um eine schüchterne Mittelschülerin, die sich mit einem gleichaltrigen Mädchen befreundet, das insgeheim eine Hexe ist.
Während sich all ihre bis dahin erschienen Mangas an junge Mädchen richteten, zeichnete Yoshizumi 2006 mit Cherish ihren ersten sich an erwachsene Frauen wendenden Josei-Manga. Dieser erschien im Chorus-Magazin, für das zuvor bereits auch andere Ribon-Zeichner wie ihre Freundin Miho Obana Comics schufen.
Egmont Manga & Anime veröffentlichte Marmalade Boy und A Handsome Girl in Deutschland.
Seit 2007 veröffentlicht Tokyopop weitere Serien von Wataru Yoshizumi.

## Werke (Auswahl)
- Radical Romance 1984 (ラディカル・ロマンス, Radikaru Romansu)
- Heart Beat (ハート・ビート, Hāto Bīto) 1985
- Another Day 1987
- Tenshi to Bōken 1987
- Shijūsō Gēmu (四重奏ゲーム) 1988
- Handsome Girl (ハンサムな彼女, Hansamu Kanojo)  1988–1992
- Green Age 1991
- Go Go Kenji-kun 1991
- Marmalade Boy (ママレード・ボーイ, Mamarēdo Bōi) 1992–1996
- Wataru Yoshizumi Illustration Shū – Marmalade Boy 1995, Artbook
- Marmalade Boy – Koi no Style Book 1995, Artbook
- Mō Hitotsu no Marmalade 1995
- Mō Hitotsu no Marmalade II 1996
- Kimi Shika Iranai (君しかいらない) 1996–1997
- Mint na Bokura (ミントな僕ら, Minto na Bokura) 1997–2000 (in Deutschland erschienen als: Peppermint Twins)
- Nagano he Janpu! 1998
- Random Walk  (ランダム・ウォーク, Randamu Wōku) 2000–2001
- Bier Balidi 2001
- Ultra Maniac (ウルトラマニアック, Urutora Maniakku) 2002–2004
- Datte Suki Nandamon (だって好きなんだもん) 2004–2005 (in Deutschland erschienen als: Like Milk&Honey)
- PxP 2006–2007
- Cherish (チェリッシュ, Cherisshu) 2006
- Spicy Pink (スパイシーピンク, Supaishī Pinku) 2007–2008
- Cappuccino 2008
- Chitose etc. 2011